# Гірник Олекса Миколайович
Оле́кса Микола́йович Гі́рник (28 березня 1912, Богородчани Івано-Франківської області — 21 січня 1978, Канів Черкаської області) — український дисидент, політв'язень, Герой України. 21 січня 1978 р., у переддень 60-ї річниці проголошення самостійності України Центральною Радою (22 січня 1918) вчинив акт самоспалення біля могили Шевченка на знак протесту проти русифікації України. Інформація про цей вчинок замовчувалася за роки радянської влади.

## Біографія
Олекса Гірник народжений у родині бойків-верховинців, його батько і дід були відомі завдяки просвітницькій роботі в регіоні. Батько, Микола Гірник, закінчив українську ґімназію у Станіславові, служив у польському війську, зазнав польських тюрем і російських таборів. Мати, Катерина Білічак — селянка.
Олекса спочатку вчився в польській школі, а пізніше в українській гімназії у Станіславові, яку закінчив 1933 р. Отримавши освіту, не міг улаштуватися на роботу, оскільки польська влада вимагала златинщення.
Олекса вирізнявся активним, сміливим характером. Він належав до «Пласту», «Просвіти», молодої організації ОУН, працював у «Соколі». Після гімназії батьки хотіли, аби син продовжив навчання в семінарії, але він пішов працювати в організацію «Сокіл», де очолював загін пластунів. Пізніше хотів піти на навчання до Львівського університету на філософський факультет, але був призваний до польської армії, служив у артилерії. За висловлювання проти польської влади і заклики до незалежності України 25 березня 1937 р. був засуджений за звинуваченням у державній зраді до п'яти років і трьох місяців в'язниці. Покарання відбував у концтаборі в Березі Картузькій, у львівській тюрмі «Бригідки», в острогах Кракова і Тарнова. У 1939 р. під час німецького вторгнення до Польщі втік із в'язниці.
1 листопада 1939 р. у Стрию на вокзалі Олекса побачив, як енкаведисти з собаками заганяють поляків до товарних вагонів на висилку до Сибіру. Плач жінок, крик дітей… Кинувся на їхній захист, його побили та запхали у вагон. Гірник втік, але його догнали кілька енкаведистів та затримали попри його намагання відбитися. Відмовився давати покази, його побили, добу потому був непритомним. Через переповненість тюрем Галичини його перевели в слідчу частину управління НКВД Житомирської області. Гірник не виказав нікого з підпілля. Слідчі НКВД намагалися звинуватити його у «зв'язках із закордоном», користуючись матеріалами польських спецслужб. 17 грудня 1940 р. був засуджений за ст. 54-10 ч.1 Кримінального кодексу УРСР (зрада Батьківщині) на вісім років концтаборів і п'ять років позбавлення прав.. Покарання відбував на Уралі. Працював на лісозаготівлі в тайзі, бив камінь у кар'єрах, працював на підземному заводі, неодноразово карався у карцерах. У 1943 р. йому через володіння польською мовою запропонували піти офіцером у польську армію, яку формували на території СРСР, але він відмовився.
Восени 1948 р. повернувся до України. На той час мати і молодша сестра померли, брат Федір загинув при форсуванні Одеру.
Працював копачем на цегельні у Станіславі.
У 1949 р. одружився з Кароліною Іванівною Петраш, яка відбула заслання аж за Іркутськом.
1953 р. подружжя перебралося в м. Калуш, до брата Кароліни, греко-католицького священика Михайла Петраша, який також повернувся із заслання.
У 1950 р. народився син Маркіян, а в 1954 р. — Євген. Гірник працював на цегельному заводі обліковцем, а пізніше інженером.
Усі роки дуже переймався долею України, її культури й мови. Був знаним у місті шахістом, голубівником і пасічником.        

1976 р. збудував на своїй садибі кухню з кімнатою на другому поверсі, де облаштував тайник. Таємно від усіх упродовж чотирьох років писав від руки листівки проти русифікації, які супроводжував цитатами з Шевченка. Написав близько 1 тисячі листівок (відомо вісім варіантів їх текстів).

## Самоспалення
У січні 1978 р. вирішив вчинити акт самоспалення. У прощальному листі до дружини він писав:
|  | Я ішов простою дорогою, тернистою. Не зблудив, не схибив. Мій протест – то сама правда, а не московська брехня від початку до кінця. Мій протест – то пережиття, тортури української нації. Мій протест – то прометеїзм, то бунт проти насилля і поневолення. Мій протест – то слова Шевченка, а я його тільки учень і виконавець. |

У записці до дружини від 19 січня 1978 р., яку залишив на столі, написав: «Я поїхав у Львів. Не турбуйся, за день-два повернуся. До милого побачення!»
Насправді поїхав до Києва, 20 січня відвідав Софійський собор та Києво-Печерську лавру. Увечері приїхав останнім автобусом до Канева. З собою мав підготовлену сумку з двома каністрами бензину — загалом 3,5 літрів. Пройшовши пішки понад 3 км проти сильного морозного вітру, дістався на Чернечу Гору. Тричі обійшов пам'ятник Тарасові Шевченку. Місце вибрав на північному схилі Чернечої Гори, за 10-12 метрів ліворуч від оглядового майданчика. Дістав принесені із собою листівки і пустив на вітер, який порозносив їх. На гранітну брилу поклав прощальну духівницю — заклик до незалежності України та проти русифікації.
|  | Протест проти російської окупації на Україні! Протест проти русифікації українського народу! Хай живе Самостійна Соборна Українська держава! (Радянська, та не російська). Україна для українців! З приводу 60-річчя проголошення самостійної України Центральною Радою 22 січня 1918р. - 22 січня 1978р. на знак протесту спалився Гірник Олекса з Калуша. Тільки в цей спосіб можна протестувати в Радянському Союзі?! |

Близько 3-ї години ночі 21 січня 1978 р. облився бензином та підпалив себе. Після цього ще рухався метрів 10-12.
Його мертве обгоріле тіло в характерній для загиблих від вогню «позі боксера» знайшов вранці постовий міліціонер. Заступник начальника райвідділу міліції Олександр Гнучий наказав капітану міліції Івану Терещенку та сержанту охорони Музею Роману Крамаренку зібрати листівки. Вони зібрали близько 970 листівок, заховавши кілька з них. Зібрані листівки забрали працівники облуправління КДБ, подальша їхня доля не відома.
Попри заборону з боку КДБ розповідати про подію, саме від цих працівників міліції про вчинок Гірника дізналися спочатку в Каневі, а потім і в інших містах України. Дружина О. Гнучого Віра зачитувала чотири листівки людям у Каневі, Львові, Дрогобичі, Трускавці. 
У дружини в Калуші був проведений обшук. Їй сказали, що чоловік згорів в автокатастрофі. Були допитані родичі.
Спочатку родині не хотіли віддавати тіло Олекси, але пізніше дозволили поховати на батьківщині, заборонивши відкривати труну. Тіло оглядав і поклав у домовину, яку привезла в Канів удова, лікар-анатомопатолог Михайло Іщенко (згодом він опублікував низку статей і книжку про Гірника). Тим часом аґентура поширювала неправдиві чутки, що згорів п'яниця чи то релігійний фанат.
Порушивши заборону, син Євген відкрив уночі домовину і по-християнському попрощався з батьком. Михайло Петраш уночі в хаті Гірників справив панахиду.
Текст однієї з листівок, розкиданих Гірником:
Текст іншої листівки:

## Увічнення пам'яті

Книжка М. Іщенка «Спалився за Україну» (2004)

Попри заборони, щороку 21 січня хтось клав червону калину на місце смерті Олекси Гірника. Спочатку про справжні обставини смерті Олекси повідомив його дружині лікар з Канева Михайло Іщенко. Через декілька років, через рідних у Польщі і через зв'язки з рухом «Солідарність» звістки про вчинок Гірника передали на Захід. Відомості про Гірника спочатку поширювалися хвилями радіо «Свобода» — тільки після здобуття незалежності Україною, правда про вчинок Гірника була вперше оприлюднена в газеті «Літературна Україна». У 1992 р. в Калуші його іменем була названа вулиця, де встановлена меморіальна таблиця.
Іменем Олекси Гірника названо Богородчанську школу № 1, в якій обладнано музейну кімнату О. Гірника, а на подвір'ї школи встановлено меморіальний знак із зображенням героя. В Івано-Франківському обласному музеї визвольної боротьби, на вул. Тарнавського, 22, відкрито виставку, присвячену пам'яті Олексі Гірника, на якій експонуються світлини з родинного архіву Гірників, особисті документи, вишивки, які люб'язно надав його син Євген Гірник.

Меморіальна дошка Олексі Гірнику на фасаді будівлі колишньої Станиславівської гімназії

У 1999 р. створено Київський благодійний фонд ім. О. Гірника «Українським дітям — українське слово», товариство «Просвіта» проголосило 2003 р.— роком Олекси Гірника. На місці смерті Гірника посадили кущ калини, а пізніше була додана й меморіальна таблиця. У музеї збереглася копія листівки.
Починаючи від 2001 р., щорічно, 21 січня кілька десятків представників партій та громадських організацій традиційно вшановують його пам'ять на місці, де сталася ця подія. Зокрема, у 2013 р. були активісти від ВО Свобода, Конгресу українських націоналістів, «Просвіти», Всесвітньої координаційної ради, місцеві активісти Нашої України та інших партій. Традиційно поклали квіти до пам'ятника Шевченкові, до пам'ятного знака Олексі Гірнику. Читали вірші, присвячені йому, казали теплі слова.
У 2010—2013 рр. на вшанування пам'яті в Каневі не прибув жоден державний представник. Так само не відзначали на державному рівні і 100-річчя з дня народження Олекси Гірника в 2012 році.

### Премія ім. Олекси Гірника
Син Євген Гірник створив і очолив фундацію імені Олекси Гірника. Нею нагороджуються ті, хто розвиває українську державність, робить конкретні справи у цій царині.
Відзнаку одержували, наприклад, студент із Луганщини Сергій Мельничук, який у суді боронив своє право навчатися українською мовою, Олександр Гнучий, колишній міліціонер із Канева, який зберіг листівки, що їх Олекса Гірник перед загибеллю розкидав на Чернечій горі, автор першої книжки про батька «Спалився за Україну» Михайло Іщенко.
У 2012 року премією були нагороджені три особи, яких фундація вважає політичними в'язнями: Юлія Тимошенко, Юрій Луценко та Віталій Запорожець — це засуджений бунтар із Київщини, який за знущання над селянами розстріляв дільничного міліціонера.

### Герой України
Указом Президента України Віктора Ющенка № 28/2007 від 18 січня 2007 р. за проявлені громадянську мужність і самопожертву в ім'я незалежної України Гірнику Олексі Миколайовичу посмертно присвоєно звання Герой України з нагородженням орденом Держави. Нагороду отримали сини Олекси: Маркіян і Євген Гірники.

### Пам'ятні знаки

Пам'ятний знак на місці самоспалення О. Гірника в Каневі, на Чернечій горі

21 січня 2009 р. на Чернечій горі у Каневі відбулося урочисте відкриття пам'ятного знаку Героєві України Олексі Гірнику. Автором пам'ятного знаку виступив скульптор Адріан Балог. Проєкт здійснено на кошти гранту Президента України Віктора Ющенка.
1 грудня 2012 р. на вулиці Олекси Гірника в Калуші врочисто відкрили оновлений пам'ятний знак Герою України Олексі Гірнику.

### Вулиці

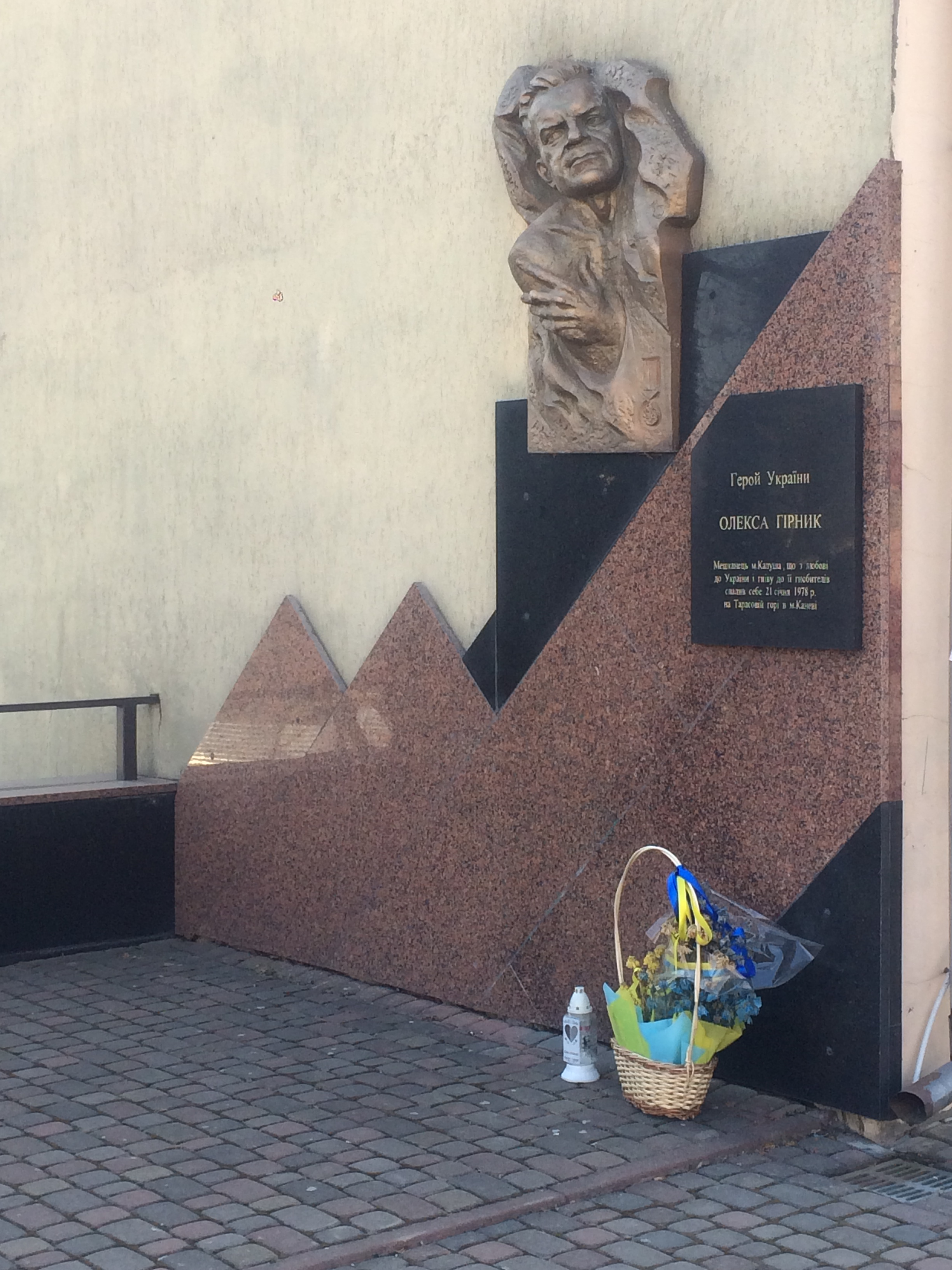
Барельєф Олекси Гірника в Калуші

На Батьківщині Олекси Гірника у смт Богородчани, а також у Львові, Кривому Розі, Калуші, Смілі, Первомайську на його честь названі вулиці. У 2022-23 роках в рамках кампанії з дерусифікації та десовітизації з'являються вулиці Олекси Гірника також у Києві та в тимчасово окупованих Олешках.